# Куспісь Степан
Степан (Михайло) Куспісь (псевдо: «Михайло Терен») (нар. ?, ймовірно с. Ставчани, Пустомитівський район, Львівська область — пом.? після 1938) — діяч ОУН, учасник нападу на пошту в місті Городку 30 листопада 1932.

## Життєпис
Народився у селі Ставчани.

### Напад на пошту в Городку
30 листопада 1932 Степан Куспісь взяв участь у нападі на польську пошту в місті Городку. Він був головним інформатором-ініціатором та помічником керівника акції Юрія Березинського. Саме він підготував проект нападу на пошту.
У нападі брало участь 12 бойовиків ОУН із різних місцевостей: Юрій Березинський — керівник групи, а також Дмитро Данилишин, Василь Білас, Маріян Жураківський, Петро Максимців, Степан Долинський, Степан Куспісь, Степан Мащак, Володимир Старик, Григорій Файда, Степан Цап та Григорій Купецький.

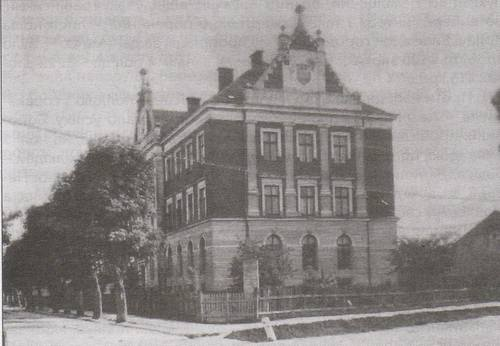
Пошта в Городку

У середу 30 листопада бойовики рівно о 16:55 із двох різних боків вулиці наблизилися до будинку пошти та увійшли до неї, надягнувши на обличчя маски. Нападники розбилися на чотири групи: одні увійшли до приміщення пошти, другі мали на меті виключно касу, третя група блокувала телефонні апарати, четверта залишилася в коридорі для прикриття.
Але напад склався невдало. Несподіванкою для бойовиків стало те, що всі поштові службовці, колишні вояки легіону Пілсудського, всупереч інструкціям мали при собі револьвери. Щойно бойовики зайшли до залу і запропонували всім підняти руки догори, на них посипалися постріли, а двері каси замкнулися. За іншими даними, першим стріляти почав саме Юрій Березинський, який контролював п'ять працівників пошти. Не витрачаючи часу, Дмитро Данилишин вистрілив кілька разів у двері каси, вибив вікно, через яке видавалися гроші, а Василь Білас через це вікно проник до каси і забрав гроші. Після цього Василь Білас та Дмитро Данилишин негайно вибігли з будинку, давши умовлений знак бойовикам, що слід відступати.
Але й тут усе склалося не так, як очікувалося. Коли бойовики вибігали з пошти, в них стали стріляти з будинків, розташованих біля поштового будинку. Тому довелося відбиватися й на вулиці.
Юрій-Мирослав Березинський та Володимир Старик загинули під час перестрілки, а бойовики Степан Куспісь, Дмитро Данилишин, Маріян Жураківський, Степан Мащак та Григорій Купецький отримали поранення в руки та ноги.
Степан Куспісь був затриманий польською поліцією та засуджений до 5 років ув'язнення. Цей вирок (підсудному загрожувала смертна кара) став можливий завдяки блискучій роботі його адвоката Степана Шухевича.
У своїх спогадах Степан Шухевич наводить зізнання Куспіся про те, що саме він пристрілив польського поліцейського Коята на станції Глинна-Наварія, (провину за дане вбивство взяли на себе Дмитро Данилишин та Василь Білас)

### Підготовка втечі Степана Бандери
Після виходу на волю у 1938 Степан Куспісь взяв участь у розробці плану втечі Степана Бандери з тюрми у Вронках. Йому вдалось попередньо підкупити наглядачів, однак згодом операцію було зупинено і спроба підготовки втечі стала відомою поліції.
Повторно заарештований у вересні 1938.
Подальша доля невідома.